# Mankica Kranjec
Mankica Kranjec, fotografinja, vizualna ustvarjalka in novinarka, *1985, Ljubljana

## Življenje
Mankica Kranjec je mladost preživela v Ljubljan. Po gimnaziji je zaključila komunikologijo na Fakulteti za družbene vede. Je vnukinja slovenskega pisatelja Miška Kranjca. Njen oče Matjaž Kranjec je nekdanji dolgoletni novinar, njena mama Viktorija Kranjec pa kustosinja Mankičinih projektov. Od leta 2000 Mankica in Viktorija ustvarjata ročne izdelke za dom pod uspešno blagovno znamko Rozinka. Živi in ustvarja v Ljubljani.

## Delo
V času študija je začela z novinarskim delom pri časopisni hiši Dnevnik, kjer je vrsto let delala kot novinarka za časopis Dnevnik, Nedeljski Dnevnik in revijo Hopla. Kasneje je svoje novinarsko delo nadaljevala pri časopisni hiši Delo, kjer je delovala kot novinarka in fotografinja. Njeni novinarski prispevki zajemajo teme s področja kulture, umetnosti, življenjskega stila in potovanj. Njena novinarska ekspertiza so zlasti (foto)reportaže. 
V fotografskem delu jo zanima odkrivanje novih umetniških idej in ustvarjalnih svetov. Prav to je združila s svojo nenehno željo po iskanju dovršenega kadra, ki v gledalcu pusti pečat. Njen fotografski opus obsega zlasti portretne in dokumentarne fotografije s področja kulture in umetnosti, posebej se posveča gledališki fotografiji. Kot fotografinja je prejela angažma pri številnih predstavah slovenskega teatra, kot stalna članica umetniškega tima pa sodelje z režiserjem Jašo Kocelija.
Njeno delo zajema tudi avtorsko fotografijo, v kateri običajno išče povezavo med dokumentarno-umetniškim izrazom. Leta 2018 se je lotila osebnega fotografskega projekta Po stopinjah mojega deda, v katerem se s tridesetimi fotografijami pokloni svojemu dedu Mišku Kranjcu. V iskanju Kranjčevih stopinj je odkrivala svoje korenine. Izbrane fotografije sodobnih motivov nekdanjih podob je predstavila v raznolike starinske lesene prekmurske okvirje različnih velikosti in oblik. Fotografije so prikazovale slikovito podob prekmurskega življenja, navdih zanje pa je črpala iz starih prekmurskih domačij. Razstava je premiero doživela leta 2019 v paviljonu Expano v Murski Soboti.
Fotografska serija Spregledane je bila prvič predstavljena januarja 2023 v Galeriji Fotografija v Ljubljan. Razstava je v ospredje postavila delavke, ki skrbijo, da se svet v mirnem času ne ustavi, kar se je posebej pokazalo v času pandemije Covid-19. Na umetniško-dokumentarističnih fotografijah v tehniki lentikularnega tiska je Mankica Kranjec prikazala medicinske sestre, dostavljalke hrane, trgovke, učiteljice, poštarke, policistke, gasilke, čistilke, delavke v proizvodnji, šoferke in mnoge druge. Delavke so predstavljene skozi osebne zgodbe, ki jih spremljajo kratki izseki zapisov intervjujev, ki jih je s portretirankami opravila avtorica. "Mestoma se dotika vprašanj o percepciji (nevidne) hierarhije spolov in razdeljevanju vlog v družbi (in službi), ki so danes prav tako aktualna kot kdajkoli prej." Spregledane so bile del odmevne skupinske razstave Vedno na voljo: Feministične pozicije v vizualni umetnosti iz Slovenije v Moderni galeriji v Ljubljani. Razstava je bila konec januarja 2024 povabljena na gostovanje v Evropskem parlamentu, kjer je doživela izjemen odziv.
Mankica Kranjec je sodelovala tudi pri mednarodnem fotografskem projektu Homes of Hope kot edina predstavnica iz Slovenije med fotografi iz 21 držav. Projekt je zajemal dokumentarne zgodbe, portrete in podobe različnih domov in gospodinjstev po svetu. Fotografije so bile objavljene v neški reviji Stern in avstralski platformi ABC.
Je dobitnica šestih mednarodnih nagrad za gledališko fotografijo in avtorica številnih fotografskih projektov predstavljenih doma in v tujini. Predstavila se je na več kot 35 samostojnih in skupinskih fotografskih razstavah v Sloveniji, Združenih državah Amerike in drugod po v svetu.
Izbrane samostojne fotografske razstave:
- 2024: Spregledane. Evropski parlament, Bruselj, Belgija[26]
- 2023: Spregledane, Galerija Fotografija, Ljubljana, Slovenija[17]
- 2021: Po stopinjah mojega deda, Savinov likovni salon, Žalec, Slovenija[27]
- 2020 - 2021: Srček za vsak dan. Ulična galerija Tam Tam, Ljubljana, Slovenija[28]
- 2020: Po stopinjah mojega deda, Galerija Brigita, Lancovo, Radovljica, Slovenija[29]
- 2019: Po stopinjah mojega deda, Galerija Odprto obrobje, Murska Sobota, Slovenija[30]
- 2019: Po stopinjah mojega deda, Paviljon Expano, Murska Sobota, Slovenija

- 2019: A Majestic Symphony of the Norse Gods, Saint Marks Place, St. Cyril Church Gallery, Manhattan, NYC, Združene države Amerike[31]
- 2019: (Female) Graffiti Artist Wanted, 374 Pop-Up Art Gallery, Brooklyn, NYC, Združene države Amerike[31]
- 2014: Nemo mesto, Gledališče Glej, Ljubljana, Slovenija[32]
- 2012: Ni vse zgoraj, kar je spodaj, stopnišče CUK Kino Šiška, Ljubljana, Slovenija[33]

Zunanje povezave
- Domača spletna stran
- Spletna stran Rozinka
- SNG Opera Ljubljana o fotografinji